# Beverly Hills (Texas)
Beverly Hills es una ciudad ubicada en el condado de McLennan en el estado estadounidense de Texas. En el Censo de 2010 tenía una población de 1.995 habitantes y una densidad poblacional de 1.190,53 personas por km².

## Geografía
Beverly Hills se encuentra ubicada en las coordenadas 31°31′21″N 97°9′22″O / 31.52250, -97.15611. Según la Oficina del Censo de los Estados Unidos, Beverly Hills tiene una superficie total de 1.68 km², de la cual 1.68 km² corresponden a tierra firme y (0%) 0 km² es agua.

## Demografía
Según el censo de 2010, había 1.995 personas residiendo en Beverly Hills. La densidad de población era de 1.190,53 hab./km². De los 1.995 habitantes, Beverly Hills estaba compuesto por el 55.54% blancos, el 11.38% eran afroamericanos, el 0.9% eran amerindios, el 0.25% eran asiáticos, el 0% eran isleños del Pacífico, el 28.17% eran de otras razas y el 3.76% pertenecían a dos o más razas. Del total de la población el 57.94% eran hispanos o latinos de cualquier raza.